# Glen Edwards (pilote)
Pour les articles homonymes, voir Edwards.
Glen Edwards (né le 5 mars 1918 en Alberta, mort le 5 juin 1948) est un pilote d'essais canadien et américain.
Il s'est tué lors d'un essai en vol d'un Northrop YB-49.
Son nom a été attribué en sa mémoire à la célèbre base Edwards qui s'appelait jusque là base Muroc.

## Biographie
Edwards est né en 1918 en Alberta au Canada où il vit jusqu'en 1931. À l'âge de 13 ans, sa famille déménage en Californie, à Lincoln au nord-est de Sacramento. Il a conservé les doubles nationalités, canadienne et américaine, toute sa vie.
Diplômé de l'Université de Californie à Berkeley, il s'engage dans l'armée en juillet 1941, cinq mois avant Pearl Harbor. Après sa formation de pilote, il est affecté en Arizona en février 1942. Durant la Deuxième Guerre mondiale il effectue cinquante missions de combat aérien. Il participe au débarquement en Sicile, retourne aux Etats-Unis en 1943 où il est affecté en Caroline du sud puis en Ohio. Il est diplômé en mai 1945 de la ’’Flight Performance School’’. Il passe la plupart de son temps à la base de l'armée de l'air qui s'appelait alors la base de Muroc. Ses qualités de pilote font qu'il est pressenti pour effectuer les premiers essais de dépassement du mur du son avec le Bell X-1, mission qui revient finalement à Chuck Yeager. 
En mai 1948, il rejoint l'équipe de pilotes d'essais qui évaluent le  Northrop YB-49. Après ses premiers vols dans cet appareil il n'est pas convaincu. Le 5 juin de la même année il vole en tant que copilote avec Daniel Forbes, ils perdent le contrôle de l'avion qui s'écrase au nord-ouest de la base. Les cinq membres d'équipage sont tués lors de l'accident. La première décision du colonel Boyd qui prend la direction de la base fin 1949 est de la renommer en l'hommage d'Edwards. La base ’’Forbes Air Force Base’’ est nommée en l'honneur de l'autre pilote Daniel Forbes. Une plaque commémorative est posée en janvier 1950. En 2008, la famille d'Edwards remet son journal personnel au musée de la base aérienne.